# Ampollino
El lago Ampollino es un lago artificial situado en La Sila, región de Calabria, Italia meridional. El inicio de la construcción de la presa data del año 1916 y se acabó en 1927. En su inauguración tomaron parte el rey Víctor Manuel III. Este lago tiene una característica particular, de hecho baña tres provincias diferentes, la de Cosenza, la de Crotona y la de Catanzaro. Fue el primer embalse realizado en La Sila.